# Asystasiella atroviridis
Asystasiella atroviridis là một loài thực vật có hoa trong họ Ô rô.
Loài này được Thomas Anderson mô tả khoa học đầu tiên năm 1867 trong J. Linn. Soc., Bot. 9: 526. Năm 1895, tại trang 326 quyển 4 phần 3b sách Naturlichen Pflanzenfamilien của A. Engler & K. Pranttl (Nat. Pflanzenfam. [Engler & Pranttl]) Gustav Lindau thiết lập chi Asystasiella có quan hệ họ gần với chi Asystasia Blume, 1826 và chuyển nó thành danh pháp như đề cập hiện tại.
Danh pháp Ruellia atroviridis được Nathaniel Wallich chép tay dưới số 2404 trang 72 bản thảo năm 1830 của Numer. List. nhưng không có mô tả gì thêm.